# Katalánská Wikipedie
Katalánská Wikipedie (katalánsky Viquipèdia) je verze internetové encyklopedie Wikipedie v katalánštině. Byla založena 16. března 2001, jen několik minut po založení první neanglické Wikipedie – německé. Ještě dva měsíce poté byla však jedinou neanglickou Wikipedií s články.
V lednu 2022 obsahovala přes 692 000 článků a pracovalo pro ni 21 správců. Registrováno bylo přes 406 000 uživatelů, z nichž bylo asi 1 200 aktivních. V počtu článků byla 20. největší Wikipedie. Jde o největší Wikipedii v evropském regionálním jazyce.
V roce 2012 provedli 91 % editací katalánské Wikipedie uživatelé ze Španělska, 1,9 % z Francie a 1,7 % z Německa.
V roce 2019 bylo zobrazeno okolo 225,9 milionů dotazů. Denní průměr byl 618 887 a měsíční 18 824 486 dotazů. Nejvíce dotazů bylo zobrazeno v říjnu (22 676 858), nejméně v červenci (13 255 871). Nejvíce dotazů za den přišlo ve čtvrtek 13. června (1 717 318), nejméně v pátek 6. září (298 472).